# Balaganszk
Balaganszk (oroszul: Балаганск) városi jellegű település Kelet-Szibériában, Oroszország Irkutszki területén, a Balaganszki járás székhelye.		
Lakossága: 4109 fő (a 2010. évi népszámláláskor).

## Elhelyezkedése
Irkutszk területi székhelytől 281 km-re északnyugatra, az Angara bal partján helyezkedik el. Két oldalról az Angarán kialakított Bratszki-víztározó veszi körül. A legközelebbi vasútállomás Zalari (86 km), a transzszibériai vasútvonal Tajset–Irkutszki szakaszán.

## Története
A Bulagat vagy Bulagan faerődöt 1653-ban alapították a burjátok területén a prémadó (jaszak) beszedésére. Nevét később az oroszok Balaganszkra változtatták. 1775-ben város, 1856-ban az Irkutszki kormányzóság Balaganszki körzetének központja lett. 
A szovjet időszakban, 1925-ben városi rangját elvesztette, visszaminősítették falunak. A Bratszki-víztározó kialakításakor az elárasztandó területről a folyón 45 km-rel lejjebb, a víztározó magas partjára költöztették át. 1989-ben lett járási székhely.